# Eupithecia lepsaria
Eupithecia lepsaria là một loài bướm đêm trong họ Geometridae.